# If U Seek Amy
If U Seek Amy (englisch für: „Wenn du Amy suchst“) ist ein Lied der US-amerikanischen Pop-Sängerin Britney Spears aus ihrem Album Circus, das von Max Martin produziert wurde.

## Hintergrund
Entgegen vielen Spekulationen der Medien, für die dritte Singleauskopplung aus Circus werde entweder Out from Under oder Unusual You und somit eine Ballade gewählt, fiel die Wahl auf den beatlastigen Pop-Song If U Seek Amy. Dies wurde am 7. Januar 2009 auf Spears’ offizieller Webpräsenz verkündet.
Produziert und geschrieben wurde der Song von Max Martin, der für Spears’ Debüt und Durchbruch … Baby One More Time, aber auch für viele weitere, kommerziell erfolgreiche Lieder zu Beginn der Karriere der Sängerin verantwortlich zeichnet. Dabei bezeichnete Martin bereits vor Veröffentlichung des Circus-Albums If U Seek Amy als sein bestes Werk überhaupt.
Im Refrain der Single singt Spears: „[…] love me, hate me, […] all of the boys and all of the girls are beggin’ to if you seek Amy“ was zunächst keinen Sinn zu ergeben scheint. Im Lied wird allerdings „If you seek Amy“ so schnell und ohne Pause zwischen den einzelnen Wörtern gesungen, dass sich diese Passage nach „F.U.C.K. Me“ anhört. Durch Kritiker, denen dies bereits vor der Veröffentlichung des Albums bewusst wurde, sorgte die Single für Gesprächsstoff. Mit der Bekanntgabe zur dritten Singleauskopplung und somit zur automatischen Radioveröffentlichung, meldeten sich Moderatoren, Journalisten, Eltern und Anwälte aus den USA zu Wort, nach denen eine Radioveröffentlichung im selbigen Land untersagt werden sollte. Das Lied sei „gemeingefährlich“ und würde die Jugend gefährden. Letzten Endes entschied man sich, den Song als If U See Amy im Radio zu spielen.

## Rezeption
Schon mit Veröffentlichung des Albums Anfang Dezember konnte sich If U Seek Amy durch hohe Downloadzahlen in den US-Billboard Hot 100 auf Platz 86 platzieren.
Mit steigenden Download-Verkäufen und Airplay-Zahlen konnte die Single auf Platz 19 der US-Billboard-Charts klettern und für über 700.000 verkaufte Exemplare Gold-Status erreichen. Bis dato wurde die Single in den USA mit Platin ausgezeichnet und somit mehr als Eine Million Mal verkauft. In Großbritannien konnte die Single Platz 20 der Charts erreichen.
Platz 1 der Single-Charts konnte If You Seek Amy in Brasilien, Georgien und Singapur erreichen.

## Kommerzieller Erfolg

### Chartplatzierungen
| ChartsChartplatzierungen       | Höchstplatzierung | Wochen |
| ------------------------------ | ----------------- | ------ |
| Deutschland (GfK)              | 36 (8 Wo.)        | 8      |
| Österreich (Ö3)                | 34 (4 Wo.)        | 4      |
| Schweiz (IFPI)                 | 61 (4 Wo.)        | 4      |
| Vereinigte Staaten (Billboard) | 19 (20 Wo.)       | 20     |
| Vereinigtes Königreich (OCC)   | 20 (12 Wo.)       | 12     |

| ChartsJahrescharts (2009)      | Platzierung |
| ------------------------------ | ----------- |
| Vereinigte Staaten (Billboard) | 74          |

### Auszeichnungen für Musikverkäufe
| Land/Region                  | Auszeichnungen für Musikverkäufe (Land/Region, Auszeichnung, Verkäufe) | Verkäufe  |
| ---------------------------- | ---------------------------------------------------------------------- | --------- |
| Australien (ARIA)            | Gold                                                                   | 35.000    |
| Vereinigte Staaten (RIAA)    | 2× Platin                                                              | 2.000.000 |
| Vereinigtes Königreich (BPI) | Silber                                                                 | 200.000   |
| Insgesamt                    | 1× Silber · 1× Gold · 2× Platin ·                                      | 2.235.000 |

Hauptartikel: Britney Spears/Auszeichnungen für Musikverkäufe